# Menhir de Charmeau
Le menhir de Charmeau (parfois orthographié Charmot) est un menhir situé à Broye, dans le département de Saône-et-Loire, en France.

## Historique
Le menhir a été découvert en 1889 dans une parcelle de terre nommée l'Ouche de l'Hôte située à environ 120 m au sud et en contrebas de sa position actuelle. Le propriétaire des lieux, Monsieur Ramoussy, butait régulièrement avec sa charrue sur une pierre lors des labours. Il dégagea la pierre afin de la faire sauter à l'explosif. Huit paires de bœufs furent nécessaires pour l'extraire, car elle était enfoncée en biais jusqu'à 1 m de profondeur, et la déplacer en bordure de champ. L'existence de deux grandes pierres espacées de 30 à 40 m qui avaient été renversées et enterrées au début du XIXe siècle était cependant connue par les anciens villageois. Le maire de la commune voulut acquérir la pierre pour décorer son parc mais la Société éduenne la voulait pour son musée lapidaire. Monsieur Ramoussy, comprenant que la pierre présentait un intérêt, décida de la conserver et de la redresser juste à côté de sa maison, mais faute de moyens la pierre demeura au bord du champ. Le redressement du menhir, à l'emplacement souhaité par son propriétaire, ne fut réalisé qu'en octobre 1913, grâce à Victor Berthier, président de la Société d'histoire naturelle d'Autun, qui avait préalablement redressé la Pierre aux Fées de Saint-Micaud en 1911, et à Eugène Schneider, maître de forges du Creusot, qui mit à sa disposition les moyens techniques nécessaires à son redressement.
Le menhir fait l’objet d’un classement au titre des monuments historiques par arrêté du 23 juillet 1914.

## Description
Le menhir est constitué d'un bloc monolithique en gneiss à gros micas noir d'origine locale, cette roche se retrouvant au pied du Mont Jenot situé moins de 900 m plus à l'est. Il mesure 4,65 m de hauteur et son poids est estimé à 14 tonnes environ. Sur une photographie réalisée en 1913, on peut voir que la base du menhir a été brisée et que sa partie basse est manquante. La surface de la pierre a été soigneusement régularisée par bouchardage.
La face ouest du menhir comporte des gravures visibles en lumière rasante. Une première gravure est visible à environ 2,50 m de hauteur. Elle représente une lame de hache à talon pointu, longue de 45 cm, délimitée par un piquetage très régulier de son pourtour. La seconde gravure est située à moins de 1 m près du sol mais le menhir actuel étant incomplet, elle devait être bien mieux visible à l'origine. Elle correspond à une représentation anthropomorphe très schématique constituée de deux bras levés au-dessus du corps représenté par un simple trait vertical se courbant à 90° en bas vers la gauche. Le motif de la hache est un motif fréquemment visible sur les mégalithes bretons et charentais. La figure anthropomorphe très stylisée rappelle des représentations visibles sur des mégalithes situés dans le Val Camonica (Italie du nord) et dans le Valais suisse où elles ont été datées de 4000 à 3500 av. J.-C..
À l'origine, le menhir était dressé sur une rupture de pente au pied du Mont Jenot, à proximité d'un carrefour entre deux voies de communication naturelles : à environ 150 m à l'ouest, il existe une ancienne piste, considérée comme gauloise mais plus probablement préhistorique car jalonnée par de nombreuses stations néolithiques, venant de l'actuel Autun et rejoignant au sud la vallée de Guye.